# Jens Maltesen Sehested
Jens Maltesen Sehested (22. september 1651 på Kongsgård ved Stavanger – 16. maj 1730) var en dansk-norsk officer og godsejer.

## Karriere
Han var søn af Malte Clausen Sehested til Rydhave (død 1661) og dennes 2. hustru, fødtes i Stavanger, blev 1676 ritmester ved Gevekes Regiment, 1677 major ved 2. jyske Regiment, hvor han 1681 blev oberstløjtnant, og tog derefter afsked i 1684. Han trådte imidlertid 1689 atter ind i militærtjenesten som oberst for et af de kavaleriregimenter, der sendtes som hjælpetropper i engelsk sold til Irland. Her kæmpede han således i 1690 ved Boynefloden (Drogheda). Efter at de danske hjælpetropper 1692 var overført til Flandern, deltog han her i de følgende felttog, indtil han 1696 blev chef for et nationalt rytterregiment i Norge (regimentet gik 1701 over til et dragonregiment), blev 1704 brigader og 1710 generalmajor, hvorefter han samme år fratrådte regimentskommandoen. Den kommanderende general i Norge, Woldemar Løvendal, udtaler ved denne tid om Sehested, at han er "en gammel skikkelig Mand, som til Nød kan føre en Eskadron, men ikke mere; han har hverken Hukommelse eller Livlighed". Ikke desto mindre førte Sehested flere år senere, da Carl XII i 1716 gjorde sit første indfald i Norge, gentagende selvstændig kommando, idet han efter kong Carls kamp i Høland med oberst Ulrik Christian Kruse besatte og forhuggede defileerne over Gjelleråsen og Bagåsen, så at den svenske konge for at nå ind til Christiania måtte tage en lang omvej syd over Øjeren, gennem Vestby og videre over den islagte Bundefjord. Derefter fik Sehested at dække vejen fra Christiania gennem Røken til Drammen og således at sikre den ved Gjellebæk stående norske hovedstyrkes højre flanke. Efter at Carl XII igen havde forladt Norge, tog han dog samme år sin afsked og fik da generalløjtnants karakter; han døde først 1730.
Han er begravet i Sorø Klosterkirke.

## Ægteskaber
Sehested var to gange gift:
1. 1681 med Else Skeel (død 1682), der bragte sin mand herregården Katholm i Jylland, hvilken gård hun arvede efter sin fader, Albert Skeel; hendes moder var Anne Ramel.
2. 1. oktober 1684 med Margrethe Sophie Ramel (1664-1728), datter af Ove Ramel. Børn:
  1. Else Skeel Sehested (29. november 1685 på Hessel, Aalsø - død efter 1749)
  2. Ove Ramel Sehested (1687-1774)
  3. Margrethe Sehested
  4. Knud Gyldenstierne Sehested (1760-1758)
  5. Birte Sehested
  6. Anne Sophie Sehested
  7. Cathrine Sehested
  8. Just Sehested
  9. Mette Sehested (ca. 1700 - 18. april 1779 i Roskilde)
  10. Anne Magdalene Sehested
  11. Anne Sophie Sehested